# Harry O. Hoyt
Harry O. Hoyt (6 de agosto de 1885 – 29 de julho de 1961) foi um diretor e roteirista norte-americano, cujo carreira começou na era do cinema mudo. Graduou-se com um licenciamento em Literatura pela Universidade Yale (Yale University) em 1910. Seu filme de 1925, O Mundo Perdido, baseado no livro de Arthur Conan Doyle, é notável como um esforço pioneiro no uso de animação stop motion. Foi o irmão do então ator Arthur Hoyt.

## Filmografia parcial
- Daredevil Jack (1920)
- O Mundo Perdido (1925)
- The Adorable Deceiver (1926)
- The Return of Boston Blackie (1927)
- Clancy of the Mounted (1933)
- The Thrill Hunter (1933)
- The Fighting Ranger (1934)
- Jungle Menace (1937)
- Lady in the Death House (1944)
- The Missing Corpse (1945)